# لاكيووود (كاليفورنيا)
لاكيووود (بالإنجليزية: Lakewood)‏ هي إحدى مدن مقاطعة لوس أنجليس، كاليفورنيا. تم إعطاءها لقب مدينة في 16 أبريل، 1954.

## التركيبة السكانية
حدّد مكتب تعداد الولايات المتحدة بيانات التركيبة السكانية للاكيووود في تعداد الولايات المتحدة. في ما يلي، التركيبة السكانية حسب تعدادي 2000 و2010.

### تعداد عام 2000
بلغ عدد سكان لاكيووود 79,345 نسمة بحسب تعداد عام 2000، وبلغ عدد الأسر 26,853 أسرة وعدد العائلات 20,550 عائلة مقيمة في المدينة. في حين سجلت الكثافة السكانية 3,235.9 نسمة لكل كيلومتر مربع (8,380.9/ميل2). وبلغ عدد الوحدات السكنية 27,310 وحدة بمتوسط كثافة قدره 1,113.8 لكل كيلومتر مربع (2,884.7/ميل2).
وتوزع التركيب العرقي للمدينة بنسبة 62.67% من البيض و7.34% من الأمريكيين الأفارقة و0.60% من الأمريكيين الأصليين و13.51% من الأمريكيين ذوي الأصول الآسيوية و0.62% من سكان جزر المحيط الهادئ و10.10% من الأعراق الأخرى و5.17% من عرقين مختلطين أو أكثر و22.78% من الهسبانيون أو اللاتينيون من أي عرق.
بلغ عدد الأسر 26,853 أسرة كانت نسبة 42.8% منها لديها أطفال تحت سن الثامنة عشر تعيش معهم، وبلغت نسبة الأزواج القاطنين مع بعضهم البعض 57.8% من أصل المجموع الكلي للأسر، ونسبة 13.4% من الأسر كان لديها معيلات من الإناث دون وجود شريك، بينما كانت نسبة 5.3% من الأسر لديها معيلون من الذكور دون وجود شريكة وكانت نسبة 23.5% من غير العائلات. تألفت نسبة 18.4% من أصل جميع الأسر من عدة أفراد يعيشون في نفس المنزل ونسبة 8.2% كانت تتألف من شخص يعيش بمفرده يبلغ من العمر 65 عاماً أو أكثر. وبلغ متوسط حجم الأسرة المعيشية 2.95، أما متوسط حجم العائلات فبلغ 3.37.
بلغ العمر الوسطي للسكان 35.3 عاماً. وكانت نسبة 27.5% من القاطنين تحت سن الثامنة عشر، وكانت نسبة 8.1% بين الثامنة عشر والرابعة والعشرين عاماً، ونسبة 31.1% كانت واقعةً في الفئة العمرية ما بين الخامسة والعشرين والرابعة والأربعين عاماً، ونسبة 21.4% كانت ما بين الخامسة والأربعين والرابعة والستين، ونسبة 11.7% كانت ضمن فئة الخامسة والستين عاماً فما فوق. يوجد لكل 100 أنثى 94.0 ذكر، ويوجد لكل 100 أنثى في الثامنة عشر من عمرها فما فوق 90.3 ذكر.
بلغ متوسط دخل الأسرة في المدينة 58,214 دولارًا، أما متوسط دخل العائلة فبلغ 63,342 دولارًا. وكان متوسط دخل الذكور 45,447 دولارًا مقابل 35,206 دولارًا للإناث. وسجل دخل الفرد الخاص بالمدينة 22,095 دولارًا. وكانت نسبة 5.6% من العائلات ونسبة 7.4% من السكان تحت خط الفقر، وكان من هؤلاء نسبة 9.7% تحت سن الثامنة عشر ونسبة 7.1% في الخامسة والستين من العمر وما فوق.

### تعداد عام 2010
بلغ عدد سكان لاكيووود 80,048 نسمة بحسب تعداد عام 2010، وبلغ عدد الأسر 26,543 أسرة وعدد العائلات 20,382 عائلة مقيمة في المدينة. في حين سجلت الكثافة السكانية 3,264.6 نسمة لكل كيلومتر مربع (8,455.3/ميل2). وبلغ عدد الوحدات السكنية 27,470 وحدة بمتوسط كثافة قدره 1,120.3 لكل كيلومتر مربع (2,901.6/ميل2).
وتوزع التركيب العرقي للمدينة بنسبة 55.99% من البيض و8.71% من الأمريكيين الأفارقة و0.70% من الأمريكيين الأصليين و16.38% من الأمريكيين ذوي الأصول الآسيوية و0.93% من سكان جزر المحيط الهادئ و11.55% من الأعراق الأخرى و5.73% من عرقين مختلطين أو أكثر و30.11% من الهسبانيون أو اللاتينيون من أي عرق.
بلغ عدد الأسر 26,543 أسرة كانت نسبة 40.1% منها لديها أطفال تحت سن الثامنة عشر تعيش معهم، وبلغت نسبة الأزواج القاطنين مع بعضهم البعض 55.4% من أصل المجموع الكلي للأسر، ونسبة 15% من الأسر كان لديها معيلات من الإناث دون وجود شريك، بينما كانت نسبة 6.4% من الأسر لديها معيلون من الذكور دون وجود شريكة وكانت نسبة 23.2% من غير العائلات. تألفت نسبة 17.8% من أصل جميع الأسر من عدة أفراد يعيشون في نفس المنزل ونسبة 7.4% كانت تتألف من شخص يعيش بمفرده يبلغ من العمر 65 عاماً أو أكثر. وبلغ متوسط حجم الأسرة المعيشية 3.01، أما متوسط حجم العائلات فبلغ 3.41.
بلغ العمر الوسطي للسكان 37.5 عاماً. وكانت نسبة 24.3% من القاطنين تحت سن الثامنة عشر، وكانت نسبة 9.5% بين الثامنة عشر والرابعة والعشرين عاماً، ونسبة 27.6% كانت واقعةً في الفئة العمرية ما بين الخامسة والعشرين والرابعة والأربعين عاماً، ونسبة 27.2% كانت ما بين الخامسة والأربعين والرابعة والستين، ونسبة 11.4% كانت ضمن فئة الخامسة والستين عاماً فما فوق. وتوزع التركيب الجنسي للسكان بنسبة 48.5% ذكور و51.5% إناث.

## أعلام
- رايان أيجولد
- بوبي كروسبي
- كريستين مان
- دوني ميرفي
- جورج كاستر
- ستيفن بورتون
- ديف مارشال
- جين فيليبس

## الموقع الجغرافي
الموقع الجغرافي للمناطق المحيطة بهذه النقطة هو كالتالي: